# Montbron
Montbron é uma comuna francesa na região administrativa da Nova Aquitânia, no departamento de Charente. Estende-se por uma área de 43,34 km². Em 2010 a comuna tinha 2 045 habitantes (densidade: 47,2 hab./km²).